# Imran ibn Musa
Imran ibn Musa (o Amran ibn Musa) fou governador del Sind i la frontera índia el 836, fill i successor de Musa ibn Yahya ibn Khalid.
A la mort del seu pare el va succeir i el califa el va confirmar. Va marxar a Kikan contra els jats als que va derrotar i sotmetre, i va construir una ciutat anomenada al-Baida (la Blanca), on va establir una guarnició. Després va anar a Multan i d'allí a Kandabil on governava Mohammad ibn Khalil, al que Imran va matar i va ocupar la ciutat, emportant-se als habitants a Kuzdar. Va fer la guerra als meds i en va matar tres mil i va construir un mur anomenat Sakr al-Med (Mur dels Meds). Va acampar al riu Alrur i va cridar als jats a la seva presència; va bloquejar les seves terres i va recaptar la jizya i va ordenar que cada home havia de tenir un gos mentre esperava a ser rebut (el preu dels gossos va pujar a 50 dirhams). Va atacar altre cop als meds que s'havien aliat a un dels caps jats.
Llavors van esclatar diferències entre les nizarites i iemenites, i Imran va donar suport als darrers i per això fou assassinat per Umar ibn Abu l-Aziz al-Habbari (837?).